# Alhfrith de Deira
Alhfrith (també escrit Alcfrith) va ser el rei de Deira, no com a regne independent sinó com a vassall del seu pare Oswiu de Northúmbia. Sembla que va estar en desacord amb el seu pare per motius de religió, diferències que van aclarir mitjançant el concili de Whitby el 664. Després d'aquesta data cap document l'esmenta.

## Biografia
Alhfrith era el fill primogènit del rei Oswiu. La seva mare era la primera esposa d'Oswiu, Riemmelth, neta del rei Rhun de Rheged; d'aquest matrimoni també va haver una filla, anomenada Alhflaed. Els dos germans van néixer probablement en la dècada del 630. A començaments de la dècada del 650, el seu pare li va arranjar un matrimoni amb Cyneburh, filla del rei Penda de Mèrcia, que era el seu rival. Poc després, la seva germana Alhflaed es va casar amb Peada, fill de Penda. Alhflaed, una devota cristiana, va insistir a Peada de convertir-se a la seva fe.
Malgrat els matrimonis, les relacions entre Oswiu i Penda van continuar sent hostils i Penda va envair Bernícia amb un gran exèrcit l'any 655. Un dels aliats de Penda va ser un nebot d'Oswiu, Etelwald de Deira. Oswiu considerava Deira part del seu reialme i a Etelwald un rei vassall, però ell es resistia a aquesta consideració. Alhfrith va participar en l'exèrcit del seu pare, que era inferior en nombre al de Penda, però així i tot van guanyar quan es van enfrontar a la batalla de Winwaed; Etelwald i altres que havien promès suport a Penda es van retirar en el moment crític, fet que va contribuir a la victòria d'Oswiu.
Després d'aquesta victòria, Oswiu va restablir el control sobre Deira; va fer fora Etelwald i va posar Alhfrith al seu lloc. Encara que la població no l'acceptava de bon grat, la situació de domini d'Oswiu sobre Deira va continuar. Alhfrith al començament va seguir la iniciativa del seu pare i es va adherir al cristianisme de culte celta, que tenia alguns ritus que diferien dels practicats pel bisbe de Canterbury i a la resta d'Europa, l'anomenat culte romà. Però després, Alhfrith va entrar en controvèrsia amb el seu pare per preferir apartar-se del culte celta. Vers l'any 658, Cenwalh de Wessex va presentar Wilfrid a Alhfrith. Wilfrid era un sacerdot de Northúmbria que havia estudiat a Europa i defensava fermament el ritu romà. Llavors Alhfrith va començar a desafiar els costums celtes i la gent que els seguia, com el seu pare. El 664, Oswiu va convocar el sínode de Whitby per determinar quina de les dues formes de culte seria acceptable a Northúmbria i els bisbes van triar majoritàriament el romà.
Alhfrith va demanar que Wilfrid fos nomenat bisbe de Deira, probablement amb seu a York. Sembla que amb el consentiment d'Oswiu, Wilfrid va viatjar al país dels francs per ser consagrat, ja que no trobava que cap bisbe de la Gran Bretanya ni d'Irlanda tingués poder vàlid per fer això, i no va tornar fins al 666. A mitjan dècada del 660, Alhfrith va demanar d'anar de pelegrí a Roma, acompanyat de Benedict Biscop, però Oswiu li ho va prohibir. Després d'això no se sap res d'Alhfrith. En la Historia ecclesiastica gentis Anglorum Beda diu que Alhfrith va "atacar" el seu pare. L'historiador David Kirby creu que això vol dir que Alhfrith potser va participar i morir en una rebel·lió contra Oswiu, mogut encara per les diferències religioses entre ambdós o per l'ànsia de ser un rei independent o per gels del seu germanastre Egfrid que anava guanyant popularitat en el sud de Northúmbria.
Segons la llegenda posterior, Oswiu va substituir Alhfrith per Egfrid, en el càrrec de rei de Deira, el qual quan va ser rei de Bernícia va posar en el seu lloc de Deira al seu germà Ælfwine. No és clar si Alhfrith va tenir descendència; és possible que un rei de Northúmbria, anomenat Osric fos fill seu, però també podria ser fill d'Aldfrith.